# Imielnia (powiat piotrkowski)
Imielnia – wieś w Polsce położona w województwie łódzkim, w powiecie piotrkowskim, w gminie Moszczenica.
W latach 1975–1998 wieś administracyjnie należała do województwa piotrkowskiego.